# Gallocanta
Gallocanta – gmina w Hiszpanii, w prowincji Saragossa, w Aragonii, o powierzchni 29,71 km². W 2011 roku gmina liczyła 154 mieszkańców.